# The Mule (2018)
The Mule ist ein Krimi-Drama aus dem Jahr 2018. Regie führte Clint Eastwood, der auch die Hauptrolle spielt. Der Film handelt von einem alten Mann, der sich für mexikanische Drogenkartelle als Drogenkurier verdingt.

## Handlung
Der fast neunzigjährige Earl Stone muss Insolvenz anmelden, sein Haus soll zwangsversteigert werden. Sein ganzes Leben lang hat er Blumen der Art Taglilien gezüchtet und verkauft, dabei aber seine Familie vernachlässigt. Seine Frau Mary hat sich von ihm getrennt, und seit er zwölf Jahre zuvor die Hochzeit seiner Tochter verpasst hat, redet diese nicht mehr mit ihm.
Auf der Verlobungsfeier seiner Enkeltochter erhält er ein Jobangebot eines ihm unbekannten Gastes: Er soll mit seinem angejahrten Pick-up in die Montagehalle eines Reifenhandels fahren. Dort warten einige bewaffnete Mexikaner auf ihn, legen ihm eine Sporttasche auf die Ladefläche und nennen ihm ein Hotel als Zieladresse. Er führt den Auftrag reibungslos aus und findet als Bezahlung ein ansehnliches Bündel Dollarnoten im Handschuhfach vor. Was er transportiert hat, weiß er nicht, es war für ihn eine einmalige Sache. Doch um den Erhalt seines Grundstücks, die Renovierung seines halb abgebrannten Lieblingslokals und einen neuen, schwarzen Pick-up Lincoln Mark LT finanzieren zu können, unternimmt er weitere Fahrten.
Derweil hat Colin Bates von der DEA Ermittlungen aufgenommen und Luis Rocha als Spitzel beim Drogenkartell angeworben. Dieser versorgt Bates und seinen Partner mit Informationen über Drogenumschlagplätze, Routen und Fahrer. Earl hat mittlerweile herausgefunden, dass er Kokain transportiert, und sich zu einem der zuverlässigsten Drogenkuriere des Kartells entwickelt. Als hochbetagter und bislang polizeilich vollkommen unauffälliger Weißer fällt er aus Ermittlersicht durch alle Raster. Da er allerdings entgegen seiner Vorgaben unterwegs Pausen einlegt, Umwege fährt oder Freunde besucht, setzt Kartell-Boss Laton den Spitzel Julio auf ihn an, der ihn überwachen soll und zunächst Härte zeigt, aber schon bald von Earls gutmütigem Wesen eingenommen ist. Schließlich ist es Earls sorgloses Verhalten, das ihn so erfolgreich macht. Nach einer besonders einträglichen Fahrt wird Earl auf Latons Hacienda eingeladen und dort verwöhnt.
Wenig später wird Laton auf Initiative seiner „rechten Hand“ Gustavo erschossen, der seine Stelle einnimmt. Gustavo zieht die Zügel im Kartell schärfer an und duldet insbesondere Earls Extratouren nicht mehr. Zwei Schläger Gustavos fahren mit Earl in einen abgelegenen Wald und schüchtern ihn ein. Sie zeigen ihm einen Toten im Kofferraum: Das geschehe mit Leuten, die sich nicht an die Anweisungen hielten.
Die DEA fahndet mit Hochdruck nach dem mysteriösen Kurier, der regelmäßig große Drogenmengen transportiert, dessen Identität sie aber nicht kennen. Sie können nur nach einem schwarzen Pickup suchen und verdächtigen daher oftmals unbeteiligte Leute. Am Morgen nach einer dieser Aktionen treffen Bates und Earl sich unbekannterweise beim Frühstück in einem Diner. Bates hat seinen Hochzeitstag vergessen. Earl erzählt ihm, dass er selbst Meister im Vergessen von Familienterminen sei und schärft ihm ein, die Familie wichtiger zu nehmen.
Kurz darauf erfährt Earl von seiner Enkelin, dass seine Exfrau im Sterben liegt. Trotz der Warnung besucht er sie und verbringt eine Woche dort, ohne vom Kartell gefunden zu werden. Dabei söhnt er sich nicht nur mit ihr aus, sondern auch mit seiner Tochter. Auf Marys Frage, woher er in letzter Zeit so viel Geld habe, erzählt er ihr schließlich die Wahrheit, die sie jedoch nicht glaubt.
Als er nach Marys Beerdigung weiterfährt, wird er von den Leuten des Kartells aufgespürt und verprügelt. Nur weil er zusagt, die Tour noch zu Ende zu bringen, und weil Julio mittlerweile eine so hohe Meinung von ihm hat, bleibt er am Leben. Die DEA hört die Telefonate mit und fängt Earl mit einer Straßensperre auf dem Highway ab.
Während der Gerichtsverhandlung schneidet Earl seiner Verteidigerin das Wort ab und plädiert zum Erstaunen der Richterin selbst auf „schuldig“. Zum Schluss sieht man ihn im Gefängnis bei der Pflege von Taglilien.

## Biografisches
Der Film wurde von einer wahren Geschichte inspiriert. Leonard Sharp, auch bekannt unter den Namen Leo Sharp und El Tata, war ein US-amerikanischer Weltkriegsveteran und Drogenhändler für einen Arm des mexikanischen Sinaloa-Kartells, für das er Drogen über die Grenze schmuggelte, bis er 2011 von den Fahndern der DEA mit einer Ladung Kokain im Wert von drei Millionen Dollar erwischt wurde. Vor Gericht erreichte Sharps Anwalt ein recht mildes Urteil von drei Jahren Haft, indem er die Demenz seines Mandanten als mildernden Umstand anführte. Der Fall Sharp geriet 2014 durch einen Artikel der New York Times in den Fokus der Öffentlichkeit.

## Produktion
Nachdem ursprünglich Ruben Fleischer dafür vorgesehen war, führte Clint Eastwood bei dem Film nicht nur Regie, sondern produzierte diesen gemeinsam mit Dan Friedkin, Jessica Meier, Tim Moore, Kristina Rivera und Bradley Thomas auch. Zudem übernahm Eastwood die Hauptrolle von Earl Stone, einem 90-jährigen Drogenkurier, dessen Figur auf der Lebensgeschichte von Leo Sharp basiert. Ein erster Drehbuchentwurf stammte von Nick Schenk, der von Dave Holstein überarbeitet wurde.
Bradley Cooper übernahm die Rolle des Ermittlers Colin Bates. Laurence Fishburne spielt seinen Vorgesetzten bei der DEA, Alison Eastwood übernahm die Rolle von Stones Tochter Iris, Taissa Farmiga die seiner Enkelin Ginny und Ignacio Serricchio die eines Mitglieds des Sinaloa-Kartells. In weiteren Rollen sind Dianne Wiest und Michael Peña zu sehen.
Die deutsche Synchronisation entstand nach der Dialogregie von Marianne Groß im Auftrag der FFS Film- & Fernseh-Synchron GmbH, Berlin. Jochen Striebeck spricht in der deutschen Fassung Earl Stone, Tobias Kluckert den Ermittler Colin Bates.
Die Produktion wurde im Juni 2018 begonnen. In Augusta wurde Anfang Juni 2018 vor der First Community Bank gedreht. In Augusta drehte man auch in den Shaw’s Sunshine Gardens, der Saint Paul’s Church und der Bethlehem Advent Christian Church, im Augusta Museum of History, in der Gegend um die Flatiron Bar, Clarke Pizza und Bambinelli’s Italian Restaurant. Weitere Dreharbeiten erfolgten in der North Dekalb Mall in Decatur und in Las Cruces in New Mexico im Juli 2018. Ende Juli 2018 wurden die Dreharbeiten in Augusta beendet. Als Kameramann fungierte Yves Bélanger.
Die Filmmusik komponierte der aus Kuba ausgewanderte Jazz-Trompeter Arturo Sandoval.
Seine Weltpremiere feierte der Film am 10. Dezember 2018 im Regency Village Theatre in Los Angeles. Der Film kam am 14. Dezember 2018 in die US-amerikanischen Kinos und am 31. Januar 2019 in die deutschen Kinos. Am 6. März 2022 wurde The Mule in das Programm von Amazon Prime Video aufgenommen.

## Rezeption

### Altersfreigabe
In den USA erhielt der Film von der MPAA ein R-Rating, was einer Freigabe ab 17 Jahren entspricht. In Deutschland wurde er von der FSK ab 12 Jahren freigegeben. In der Freigabebegründung heißt es: „Drogenhandel oder Drogenkonsum werden nicht verherrlicht. Am Ende zeigt sich die Hauptfigur schuldbewusst und geht ins Gefängnis. Vereinzelt gibt es Gewaltszenen (z. B.: wenn ein Drogenboss erschossen wird), aber diese sind kurz gehalten und zurückhaltend inszeniert. Im Vordergrund steht das Charakterporträt der Hauptfigur, die Spannungen zwischen der alten und neuen Generation und eine positive Botschaft über den Wert von Familie.“

### Kritiken und Einspielergebnis
Der Film wurde von Kritikern recht positiv aufgenommen und konnte 70 Prozent der 193 Kritiker bei Rotten Tomatoes überzeugen.
Das Lexikon des Internationalen Films bewertete den Film mit vier von fünf möglichen Sternen und beurteilte ihn als sehenswert. Der Film erzähle „schnörkellos und durchweg erheiternd die Geschichte eines Außenseiters, der im hohen Alter mit anderen Augen auf die verpassten Gelegenheiten seines Lebens zurückblickt.“
Die weltweiten Einnahmen aus Kinovorführungen belaufen sich bislang auf knapp 175 Millionen US-Dollar.